# Algansea tincella
Algansea tincella är en fiskart som först beskrevs av Valenciennes, 1844.  Algansea tincella ingår i släktet Algansea och familjen karpfiskar. Inga underarter finns listade i Catalogue of Life.